# Sphegina claviventris
Sphegina claviventris är en tvåvingeart som beskrevs av Stackelberg 1956. Sphegina claviventris ingår i släktet midjeblomflugor, och familjen blomflugor. Inga underarter finns listade i Catalogue of Life.